# Чемпіонат світу з фехтування 2012
Чемпіонат світу з фехтування 2012 проводився в Києві, Україна 13-14 квітня. Медалі було розіграно тільки серед жінок у командній шаблі і чоловіків у командній шпазі, оскільки ці види не було включено в програму  Олімпійських ігор 2012.

## Результати

### Чоловіки
| Змагання                   | Золото                                                       | Срібло                                                             | Бронза                                                   |
| Шпага                      |                                                              |                                                                    |                                                          |
| Командна шпага (14 Квітня) | США Сорен Томпсон Вестон Келсі Коді Маттерн Бенжамін Браттон | Франція Готьє Грум'є Яннік Борель Жан-Мішель Люсене Ульріх Робейрі | Угорщина Геза Імре Габор Божко Петер Шомфай Андраш Редлі |

### Жінки
| Змагання                   | Золото                                                              | Срібло                                                        | Бронза                                                             |
| Шабля                      |                                                                     |                                                               |                                                                    |
| Командна шабля (13 Квітня) | Росія Велика Софія Юлія Гаврилова Катерина Дяченко Діна Галякбарова | Україна Харлан Ольга Жовнір Ольга Хомрова Олена Пундик Галина | США Маріель Загуніс Дагмара Возняк Дарія Шнайдер Ібтіхадж Мухаммад |

## Медальна таблиця
| #       | Країна   |   |   |   | Загалом |
| ------- | -------- | - | - | - | ------- |
| 1       | США      | 1 | 0 | 1 | 2       |
| 2       | Росія    | 1 | 0 | 0 | 1       |
| 3       | Франція  | 0 | 1 | 0 | 1       |
| 3       | Україна  | 0 | 1 | 0 | 1       |
| 5       | Угорщина | 0 | 0 | 1 | 1       |
| Загалом | Загалом  | 2 | 2 | 2 | 6       |